# Hadım (district)
Hadım is een Turks district in de provincie Konya en telt 16.490 inwoners (2007). Het district heeft een oppervlakte van 771,4 km². Hoofdplaats is Hadım.
De bevolkingsontwikkeling van het district is weergegeven in onderstaande tabel.
| 1997   | 2000   | 2007   |
| ------ | ------ | ------ |
| 53.183 | 59.941 | 16.490 |